# Maria Sagaidac
Maria Sagaidac (n. 20 octombrie 1942, Cuhureștii de Sus, raionul Florești, RSS Moldovenească, URSS) este o actriță, doctor în matematică și profesoară din Republica Moldova.

## Studii
A studiat în 1959-1964 la Facultatea de Fizică și Matematică din cadrul Universității de Stat din Chișinău, la profesorii C. Sibirschi și V. Belousov. A făcut specializare și aspirantura la Institutul de Matematică al Academiei de științe a URSS, în 1965-1967. Și-a obținut masterul în cibernetică la Universitatea din Kiev și apoi a devenit doctor în științe fizico-matematice, cu tema „Jocuri diferențiale cu durata fixată” (1971).

## Activitate științifică

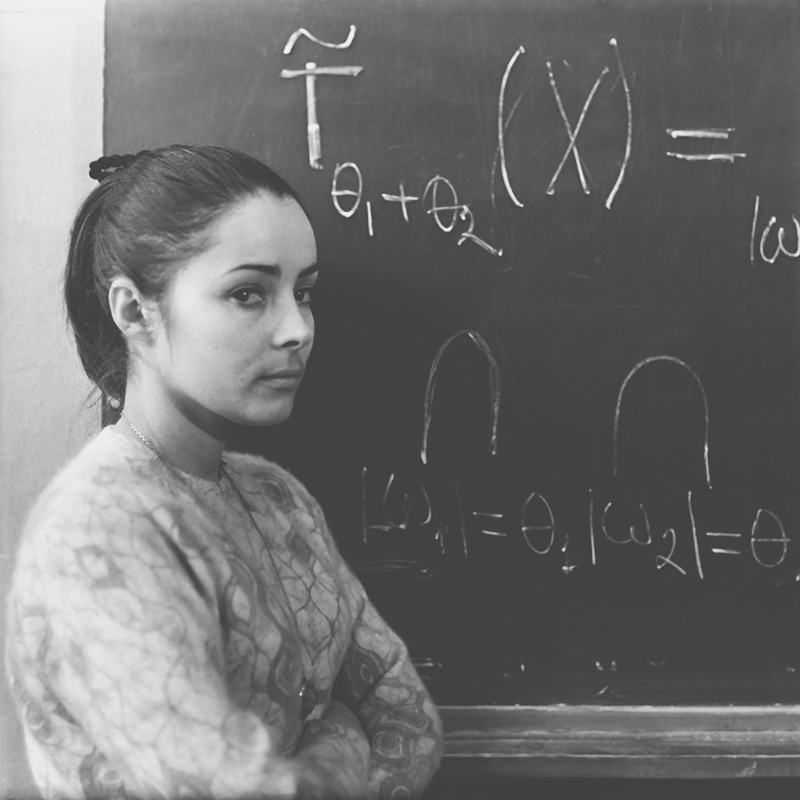
Sagaidac în 1972

Maria Sagaidac a lucrat în 1971-1973 în calitate de colaborator științific la Institutul de Matematică al Academiei de Științe a RSSM, iar în continuare până în 1995 a fost conferențiar la catedra de analiză numerică și optimizare a Universității de Stat. A participat la Conferința II Unională „Teoria jocurilor” din Vilnius, 1971, și la Școala Unională de Optimizare la Baku (1975) și Drohobîci (1983).

## Filmogafie
A debutat în 1968 cu rolul Amparo în filmul Acestă clipă în regia lui Emil Loteanu.
Filmografia sa include următoarele titluri:
- Această clipă, 1968 – Amparo
- Singur în fața dragostei, 1969 ‒ Viorica Vrabie
- Ofițerul în rezervă, 1971 ‒ Anca
- Lăutarii, 1971, regia Emil Loteanu ‒ sora lui Baturin
- Pămînt, Post-restant (în rusă Земля, до востребования), 1971, studioul „M. Gorki” - Djanina
- Toate dovezile împotrivă (în rusă Все улики против него), 1974, regia Vasile Brescanu ‒ Catinca (rol principal)
- Nicușor din tribul TV / Nicușor, un adolescent dificil (în rusă Никушор из племени ТВ), 1975, regia Vitali Demin ‒ mama lui Nicușor
- Marc Twain contra, 1976 ‒ Pearl, stenografista lui Mark Twain
- O întîmplare la festival, 1976 – Ilinca
- Noaptea deasupra Chile, 1976, „Mosfilm” ‒ rol episodic
- Și veni va o zi, 1979 ‒ Oxana
- Cum să devii celebru, 1984 ‒ soția președintelui de colhoz
- Vîrsta de argint, 1983 ‒ rol episodic
- Luceafărul, 1986 ‒ rol episodic
- Bătăi în ușă, 1989 ‒ Maria

## Premii
A fost decorată cu:
- Titlul Onorific „Maestru în Artă” (1997)[5]
- Cea mai bună actriță a anului, Antena de Aur a Televiziunii din Republica Moldova (TVM)[4]